# Davide II di Trebisonda
Davide II Mega Comneno (in greco Δαβίδ Μέγας Κομνηνός?, Dabid Megas Komnēnos; Trebisonda, 1408 – Costantinopoli, 1º novembre 1463) è stato un imperatore bizantino.
Fu l'ultimo imperatore di Trebisonda dal 22 aprile 1459 al 15 agosto 1461, anno in cui la città cadde. Era il terzogenito dell'imperatore Alessio IV di Trebisonda e di Teodora Cantacuzena.

## Despota di Trebisonda
Davide aveva svolto un ruolo molto importante durante il regno di suo fratello e predecessore più anziano Giovanni IV. Davide aveva ricevuto il titolo di corte di despota, che a Trebisonda indicava l'erede al trono. Davide partecipò alle depredazioni di suo fratello contro i genovesi ed era anche presente alle varie mansioni diplomatiche soddisfacenti per Trebisonda. Nel 1458 ratificò il trattato di suo fratello con gli ottomani, il sultano Mehmed II ad Adrianopoli, lo stesso anno che trasportò la nipote di Davide, Teodora, dal suo nuovo marito, Uzun Hasan dell'etnia Ak Koyunlu.

## Imperatore di Trebisonda
Davide venne proclamato Imperatore il 22 aprile del 1459 dopo la morte di suo fratello, Giovanni IV. Quest'ultimo aveva un figlio di soli quattro anni di nome Alessio, ma la posizione rischiosa dell'Impero di Trebisonda suggerì la necessità che il regno fosse dato in mano a una persona di maggior esperienza, già riconosciuto come despota, e fu quindi naturale riconoscerlo come nuovo sovrano per il bene dell'Impero.
Davide aveva sposato Maria di Gothia, figlia del regno semi-indipendente di Teodoro in Crimea, una zona che era stata sotto il controllo di Trebisonda fino a pochi anni prima. Dopo la morte di Maria (avvenuta nel 1447), Davide sposò Elena Cantacuzena, una nipote dell'Imperatore bizantino Giovanni VI Cantacuzeno. Con la conquista di Costantinopoli da parte dei turchi ottomani nel 1453 e l'indebolimento del regno di Crimea (minacciato dalle colonie genovesi nella regione e pressato da ciò che restava dell'Orda d'oro), Davide pensò di poter ricavare un discreto supporto da questa sua alleanza con il piccolo principato di Teodoro.
La sua parentela con il principe georgiano Uzun Hasan comportava per Davide un'importante alleanza che, secondo la sua strategia politica, in concomitanza con gli appoggi avuti da parte della Repubblica di Genova e del Papato, lo avrebbero protetto da possibili attacchi da parte dei musulmani. A tal fine provò ad attrarre l'attenzione del duca di Valois di Borgogna, Filippo il Buono, nella speranza che egli indicesse una nuova crociata conto gli ottomani, che poi avrebbe dovuto riconquistare Gerusalemme. Lo sforzo di Davide fu sostenuto da un appello di Papa Pio II, che, inoltre, aveva invogliato i borgognoni a parteciparvi, così come i principi cristiani dell'est, in una grande lega cristiana. I regni musulmani di Sinope e di Karaman sembravano essere alleati di Davide e di Uzun Hasan, perché avevano paura per i loro piccoli regni, sui quali incombeva la minaccia ottomana.
Forte di queste alleanze, Davide chiese formalmente a Mehmed II la cessazione del tributo reso dal suo predecessore, tramite l'intercessione degli ambasciatori di Uzun Hasan presso Costantinopoli. Il sultano si sentì offeso nonché minacciato da questa iniziativa, e ordinò l'attacco contro l'Impero di Trebisonda, che venne prontamente preparato ed iniziato nell'estate del 1461. Il sultano spedì una grande flotta guidata dall'ammiraglio Kasim Pascià, che salpò per raggiungere le coste dell'Anatolia che si affacciavano sul Mar Nero. Il sultano poi condusse personalmente le sue forze di terra attraverso l'Anatolia e si riunì alla sua flotta presso Bursa. Un tale dispiegamento di forze causò l'allarme nelle corti di tutti i regni della regione, incerti sul reale obiettivo di questa spedizione, che era stata mantenuta segreta.
Mentre l'esercito di Mehmed II sottomise la città di Sinope in breve tempo, la sua flotta si attardò alla conquista del porto genovese di Amasra, per poi riunirsi nuovamente. Mehmed II condusse l'esercito di terra contro Uzun Hasan, ponendo sotto assedio la sua fortezza di Koylu Hisar. Intimorito dalla sua avanzata, Uzun Hasan si ritirò a est e inviò degli emissari guidati da sua madre, Sara Khatun, con doni generosi da offrire al sultano in segno di pace. Mehmed, per nulla intenzionato a dichiarare guerra al sovrano dei Turcomanni della Pecora Bianca accettò di buon grado l'offerta di pace, ma non accettò di rinunciare al suo progetto di conquista di Trebisonda. Dopo ciò Davide si vedeva privato del suo alleato più forte e Mehmed II dirigeva il suo esercito a Trebisonda. La flotta ottomana aveva già immobilizzato l'esercito di Trebisonda, e poi l'esercito di Davide sconfitto e fu saccheggiata la periferia di Trebisonda per più di un mese. Il comandante Mahmud Pascià Angelović della marina ottomana aveva aperto delle trattative con Davide anche prima dell'arrivo di Mehmed II, e il tesoriere di Davide, Giorgio Amiroutzes, aveva raccomandato all'Imperatore di cedere ad ogni condizione. Anche se Mehmed II disprezzava queste trattative, li permise di continuare. Davide venne persuaso nel cedere, mantenendo la sua famiglia ed il suo gruppo familiare nella ricchezza e gli fu promesso una pensione vantaggiosa e un titolo nobiliare in Tracia.
Trebisonda era, quindi, isolata dal resto dell'Asia e Mehmed II procedette alla conquista dell'ultimo brandello rimasto dell'Impero Bizantino antecedente alla quarta crociata: l'intervento fu rapido e silenzioso, tanto che i contadini non diedero nessun allarme e Mehmed II poté stringere d'assedio la città, difesa da soli 5000 uomini. Dopo un mese di assedio Davide II si arrese il 15 agosto 1461, e solo alcuni castelli proseguirono una resistenza isolata per qualche settimana.

## L'esilio in Tracia
La presentazione di Davide verso la fine di agosto o all'inizio di settembre fu contrassegnata dalla tradizione dell'Impero di Trebisonda e dalla tradizione Imperiale bizantina. L'Imperatore si depose e la sua famiglia ed i suoi cortigiani furono spediti fuori da Costantinopoli. La popolazione era stata divisa in gruppi, qualcuno fu assegnato al servizio del sultano e dei suoi ufficiali, altri furono aggiunti alla popolazione di Costantinopoli ed al resto fu permesso di rimanere a Trebisonda. Alcuni giovani del luogo furono arruolati nel corpo d'élite ottomano dei giannizzeri, mentre l'ammiraglio ottomano lasciò la città.
Davide fu portato ad Adrianopoli insieme alla sua famiglia e ricevette i profitti delle proprietà nella valle dello Strimone, contenenti un reddito annuale circa 300000 pezzi d'argento. I rapporti vicini della famiglia e lo scambio continuo fra Davide e Uzun Hasan vennero denunciati al sultano da Giorgio Amiroutzes, e questi fornì una giustificazione sufficiente per fare imprigionare Davide insieme ai suoi figli nel marzo 1463.

## La morte di Davide
Il 1º novembre del 1463 a Costantinopoli, insieme a suo nipote Alessio (il figlio di suo fratello Alessandro e di Maria Gattilusio) ed ai suoi figli, fu giustiziato per delle missive ritenute sospette perché inviate ai nemici del sultano. Soltanto un figlio, Giorgio, fu risparmiato per la sua giovane età e si convertì all'Islam.
Altri membri della famiglia ebbero più fortuna: Maria Gattilusio, la vedova del fratello più anziano di Davide, Alessandro Comneno, andò a far parte della corte del sultano, come la figlia stessa di Davide, Anna (anche se successivamente sposò Zagan Pascià, un generale ottomano). Tuttavia, la vedova dell'Imperatore Elena Cantacuzena venne multata pesantemente dal sultano per aver seppellito suo marito ed i suoi figli e visse tutta la sua vita in povertà.

## Discendenza
Davide non ebbe apparentemente figli dalla sua prima moglie Maria di Gothia. Mentre dalla sua seconda moglie, Elena Cantacuzena, ebbe:
- Basilio Comneno, che fu decapitato nel 1463.
- Manuele Comneno, che fu decapitato nel 1463.
- E altri cinque figli maschi, che furono decapitati nel 1463.
- Giorgio Comneno, nato nel 1460 e per la sua giovane età fu risparmiato dalla decapitazione.
- Anna Comnena nata nel 1447, che sposò Zagan Pascià e dopo il divorzio Elvanbeyzade Sinan Bey.
- Figlia non specificata, che sposò Mamia di Guria.

## Ascendenza
|                                           |   |                      | Genitori             |  |  | Nonni |  |  | Bisnonni                  |  |  | Trisnonni             |  |
|                                           |   |                      |                      |  |  |       |  |  | Alessio III di Trebisonda |  |  | Basilio di Trebisonda |  |
|                                           |   |                      |                      |  |  |       |  |  | Alessio III di Trebisonda |  |  | Basilio di Trebisonda |  |
|                                           |   | Irene di Trebisonda  |                      |  |  |       |  |  | Alessio III di Trebisonda |  |  |                       |  |
| Manuele III di Trebisonda                 |   |                      |                      |  |  |       |  |  | Alessio III di Trebisonda |  |  |                       |  |
|                                           |   | Teodora Cantacuzena  | Niceforo Cantacuzeno |  |  |       |  |  |                           |  |  |                       |  |
|                                           |   | Teodora Cantacuzena  | Niceforo Cantacuzeno |  |  |       |  |  |                           |  |  |                       |  |
|                                           |   | Teodora Cantacuzena  | …                    |  |  |       |  |  |                           |  |  |                       |  |
| Alessio IV di Trebisonda                  |   | Teodora Cantacuzena  |                      |  |  |       |  |  |                           |  |  |                       |  |
|                                           |   | Davide IX di Georgia | Giorgio V di Georgia |  |  |       |  |  |                           |  |  |                       |  |
|                                           |   | Davide IX di Georgia | Giorgio V di Georgia |  |  |       |  |  |                           |  |  |                       |  |
|                                           |   | Davide IX di Georgia | …                    |  |  |       |  |  |                           |  |  |                       |  |
| Gulkhan-Eudocia di Georgia                |   | Davide IX di Georgia |                      |  |  |       |  |  |                           |  |  |                       |  |
|                                           |   | Sindukhtar Jaqeli    | Qvarqvare II Jaqeli  |  |  |       |  |  |                           |  |  |                       |  |
|                                           |   | Sindukhtar Jaqeli    | Qvarqvare II Jaqeli  |  |  |       |  |  |                           |  |  |                       |  |
|                                           |   | Sindukhtar Jaqeli    | …                    |  |  |       |  |  |                           |  |  |                       |  |
| Davide II                                 |   | Sindukhtar Jaqeli    |                      |  |  |       |  |  |                           |  |  |                       |  |
|                                           | … | …                    |                      |  |  |       |  |  |                           |  |  |                       |  |
|                                           | … | …                    |                      |  |  |       |  |  |                           |  |  |                       |  |
|                                           | … | …                    |                      |  |  |       |  |  |                           |  |  |                       |  |
| Teodoro Paleologo Cantacuzeno (possibile) | … |                      |                      |  |  |       |  |  |                           |  |  |                       |  |
|                                           |   | …                    | …                    |  |  |       |  |  |                           |  |  |                       |  |
|                                           |   | …                    | …                    |  |  |       |  |  |                           |  |  |                       |  |
|                                           |   | …                    | …                    |  |  |       |  |  |                           |  |  |                       |  |
| Teodora Cantacuzena                       |   | …                    |                      |  |  |       |  |  |                           |  |  |                       |  |
|                                           |   | …                    | …                    |  |  |       |  |  |                           |  |  |                       |  |
|                                           |   | …                    | …                    |  |  |       |  |  |                           |  |  |                       |  |
|                                           |   | …                    | …                    |  |  |       |  |  |                           |  |  |                       |  |
| Elena Ouresina Ducaina (possibile)        |   | …                    |                      |  |  |       |  |  |                           |  |  |                       |  |
|                                           |   | …                    | …                    |  |  |       |  |  |                           |  |  |                       |  |
|                                           |   | …                    | …                    |  |  |       |  |  |                           |  |  |                       |  |
|                                           |   | …                    | …                    |  |  |       |  |  |                           |  |  |                       |  |
|                                           |   | …                    |                      |  |  |       |  |  |                           |  |  |                       |  |